# English Sangha Trust
Der English Sangha Trust war eine 1955 von William Purfurst (Ordensname: Kapilavaddho) gegründete Stiftung, mit dem Zweck, die buddhistische Gemeinschaft (Sangha) in Großbritannien zu unterstützen. Die Stiftung verkaufte 1979 ihre Liegenschaften in London und unterhält heute die Klöster Amaravati und Cittaviveka.